# Câncer labial
O Câncer de Lábio comumente é incluído nas análises epidemiológicas de câncer bucal e justifica uma proporção variável de casos. Em áreas de alta incidência como em Newfoundland, província do Canadá, ele ocorre mais comumente do que o carcinoma intrabucal. Entretanto, na maioria dos países sua ocorrência equivale a do carcinoma bucal.
A luz solar é o fator mais importante para o desenvolvimento do carcinoma espinocelular de lábio e sua menor incidência em mulheres, provavelmente, está associada ao efeito protetor dos batons. A excessiva radiação ultravioleta constitui um importante fator a ser avaliado nos países tropicais, e em locais onde grande parte da população trabalha no campo.
No Brasil, o carcinoma do lábio é mais freqüente em indivíduos de pele clara e em pessoas que mantém o lábio inferior exposto diretamente e de forma crônica à luz solar.